# Phellodermidae
Phellodermidae é uma família de esponjas marinhas da ordem Poecilosclerida.

## Gêneros
- Echinostylinos Topsent, 1927
- Phelloderma Ridley e Dendy, 1886